# Sonhos Tropicais
Sonhos Tropicais é um filme brasileiro de 2001, do gênero drama biográfico, dirigido por André Sturm, com roteiro dele, Fernando Bonassi e Victor Navas baseado no romance homônimo de Moacyr Scliar.

## Sinopse
No mesmo navio o sanitarista Oswaldo Cruz, que retorna ao país após anos de estudo na Europa, e Esther, polonesa que veio ao Brasil na promessa de se casar. Cruz logo consegue emprego como médico, enquanto Esther não tem a mesma sorte, logo descobrindo que a proposta de casamento era apenas uma farsa. Cruz começa sua ascensão na medicina local, assumindo o comando do Instituto Soropédico de Manguinhos, onde pesquisa a cura de doenças como a peste e a febre amarela. As medidas de Cruz se mostram eficazes. Até que, na tentativa de extinguir a varíola, propõe que maiores de 6 meses sejam obrigados a se vacinarem e desencadeia a Revolta da Vacina.

## Elenco
- Carolina Kasting - Esther
- Bruno Giordano - Oswaldo Cruz
- Lu Grimaldi - Vânia
- Flávio Galvão - Doutor Cardoso de Castro
- Celso Frateschi - cdSales Guerra
- Ingra Liberato - Emília
- Bukassa Kabengele - Prata Preta
- Douglas Simon - Amaral
- Cecil Thiré - Presidente Rodrigues Alves
- Nélson Dantas - Prefeito Pereira Passos
- Antônio Grassi - Vicente de Souza
- Rubens de Falco - General Travassos
- Antônio Petrin - Rotchilds
- José Lewgoy - Tibério
- Hugo Carvana - Macedo
- Antônio Pedro - Sílvio
- Cláudio Mamberti - Manoel Romão
- Paulo Hesse - Senador
- Jhenifer Baptista - Elisa Oswaldo Cruz Vidal
- Alessandro Azevedo
- Renato Chocair

## Principais prêmios e indicações
Festival de Cinema de Recife (2002)
- Vencedor na categoria Melhor Atriz: Carolina Kasting (Troféu Passista)[4]

Cinema Brazil Grand Prize
- Indicado na categoria Melhor Figurino (Marisa Guimarães)